# Wilhelm Theodor Wegener
Wilhelm Theodor(us) Wegener (8. marts 1724 i Eutin – 11. maj 1792 i København) var en dansk officer, hofembedsmand og ingeniør. Han var far til Johann Theodor Wegener.

## Ingeniørofficer
Hans fader Johann Theodor Wegener (1690-ca. 1744), pagehovmester, senere justitsråd hos fyrstbiskoppen af Lübeck, stammede fra Nienburg an der Weser, hans moder, Johanne Juliane f. Braun, fra Leipzig. Ved universitetet i Helmstedt forberedte Wegener sig til den juridiske løbebane og begyndte så denne som sekretær hos den storfyrstelig holstenske amtmand i Trittau; han havde imidlertid tillige med forkærlighed dyrket de matematiske videnskaber, som han docerede for officererne ved de danske regimenter i Holsten, og han vandt herved så megen anseelse, at han 1756 blev ansat som lærer i disse fag ved Landkadetkompagniet i København med karakter som overkonduktør ved fortifikationsetaten. 1766 steg han til ingeniørmajor og oberstløjtnant af infanteriet, samtidig med at han, da Christian VII's søster, prinsesse Louise, ægtede prins Carl af Hessen, blev stillet i spidsen for det unge herskabs hofholdning. Fra denne stilling blev han af Struensee 1771 kaldet til hofintendant ved kongens hof, hvor han fik indført en række økonomiske reformer – "avec d'autant d'intelligence que d'intégrité", siger Reverdil. Disse Wegeners fortjenester bevirkede, at han efter Struensees fald foreløbig beholdt sin stilling; men enkedronningens parti havde dog mistillid til ham på grund af det nære forhold, hvori han endnu stod til prins Carl, og ønskede under en passende form at fjerne ham fra hoffet. Wegener blev derfor sendt til Holsten med karakter af generalmajor, bestalling som generaldirektør for landmålingen i Hertugdømmerne og pålæg om at projektere en kanal mellem Østersøen og Nordsøen – et anlæg, der skulle knytte den nyerhvervede gottorpske del af Holsten nøjere til den kongelige. Wegeners første tanke var den samme, som senere blev bragt til udførelse: En vandvej fra Kielerfjorden til Elben; men af tekniske, økonomiske og vistnok især af politiske grunde foretrak regeringen den gang at føre linjen til Ejderen. 1777 blev planen hertil approberet.

## Tjeneste ved hoffet
Kort efter at regeringsforandringen af 1784 på ny havde hævet prins Carl til magt og indflydelse, var kanalarbejdet fuldført, og 1785 blev Wegener ansat som chef for Landkadetkompagniet, i hvilken stilling han forblev resten af sit liv. Han fik 1787 rang som excellence, 1789 reserveret generalløjtnants anciennitet og blev året efter dekoreret med det hvide bånd. Wegener nåede altså højt op på den militære rangstige, men lige så lidt som han var uddannet til soldat, gjorde han nogensinde tjeneste som sådan. De talrige og til dels betydningsfulde opgaver, som i årenes løb blev stillede ham ved siden af hans egentlige embedsgerning, vedrørte heller ikke Hæren. Medens han var hofintendant, blev han medlem af overbygningsdirektionen (1771) og af teaterdirektionen (1772) – hvor han i striden mellem A.G. Carstens og Köller-Banner var førstnævnte en trofast og betydningsfuld støtte. 1773 trådte han ind i en kommission til en omordning af enkekassevæsenet. At han, da han 1785 vendte tilbage til København, blev medlem af den derværende kanalkommission, var jo kun selvfølgeligt; 1787 blev han medlem af en kommission, der skulle gøre forslag til en omdannelse af Sorø Akademi, 1789 deputeret i Admiralitets- og Kommissariatskollegiet; og endelig blev han 1791 beordret til at overtage den del af hofmarskallatsforretningerne, som angik personalet, økonomien og slotstilsynet, hvortil føjedes bestyrelsen af Det kongelige Kapel og af Mønt- og Medaillesamlingen.

## Vurdering
Der er kun én mening om det betydelige administrationstalent, den grundighed og punktlighed, den fasthed og uegennyttighed, hvormed Wegener røgtede sine mange og forskelligartede hverv. Hele hans liv havde så at sige fået sit præg af matematikken, der til det sidste vedblev at være hans yndlingsfag. Teoretisk og praktisk gav han sig af med konstruktionen af matematiske instrumenter. Det eneste arbejde fra hans hånd, der er trykt, handler også om sådan et instrument, nemlig en afstandsmåler til brug for artilleriet, og er vel altså et vidnesbyrd om, at Wegener også har interesseret sig for krigsvidenskabelige problemer. Afhandlingen så først lyset (i Videnskabernes Selskabs Skrifter, Ny Samling IV) efter Wegeners død, der indtraf i København 11. maj 1792. Både kronprinsen og prins Carl besøgte Wegener på hans dødsleje.
Wegener havde 13. januar 1751 ægtet Christiane Henriette Dorothea Walther (død i maj måned 1771 i Slesvig by), datter af husfoged i Eutin August Georg Walther.
Han er begravet på Assistens Kirkegård. Der findes en "medaillon", antagelig et relief.